# Hartley (Kent)
Pour les articles homonymes, voir Hartley.
Hartley est une paroisse civile et un village du Kent, en Angleterre.